# Larry Trader
Larry Trader (Ontario, Canadá; 7 de julio de 1963 – 4 de septiembre de 2024) fue un jugador y entrenador de hockey sobre hielo de Canadá que jugó dos temporadas con tres equipos en la NHL en la posición de defensa.

## Estadísticas
| 1979–80   | Gloucester Rangers   | CJHL      | 50  | 11 | 22  | 33  | 70  | —  | — | —  | —  | —  |
| 1980–81   | London Knights       | OHL       | 68  | 5  | 23  | 28  | 132 | —  | — | —  | —  | —  |
| 1981–82   | London Knights       | OHL       | 68  | 19 | 37  | 56  | 161 | 4  | 0 | 1  | 1  | 6  |
| 1982–83   | London Knights       | OHL       | 39  | 16 | 28  | 44  | 67  | 3  | 0 | 1  | 1  | 6  |
| 1982–83   | Detroit Red Wings    | NHL       | 15  | 0  | 2   | 2   | 6   | —  | — | —  | —  | —  |
| 1982–83   | Adirondack Red Wings | AHL       | 6   | 2  | 2   | 4   | 4   | 6  | 2 | 1  | 3  | 10 |
| 1983–84   | Adirondack Red Wings | AHL       | 80  | 13 | 28  | 41  | 89  | 6  | 1 | 1  | 2  | 4  |
| 1984–85   | Detroit Red Wings    | NHL       | 40  | 3  | 7   | 10  | 39  | 3  | 0 | 0  | 0  | 0  |
| 1984–85   | Adirondack Red Wings | AHL       | 6   | 0  | 4   | 4   | 0   | —  | — | —  | —  | —  |
| 1985–86   | Adirondack Red Wings | AHL       | 64  | 10 | 46  | 56  | 77  | 17 | 6 | 16 | 22 | 14 |
| 1986–87   | St. Louis Blues      | NHL       | 5   | 0  | 0   | 0   | 8   | —  | — | —  | —  | —  |
| 1987–88   | St. Louis Blues      | NHL       | 1   | 0  | 0   | 0   | 2   | —  | — | —  | —  | —  |
| 1987–88   | Montreal Canadiens   | NHL       | 30  | 2  | 4   | 6   | 19  | —  | — | —  | —  | —  |
| 1987–88   | Sherbrooke Canadiens | AHL       | 11  | 2  | 2   | 4   | 25  | —  | — | —  | —  | —  |
| 1988–89   | Binghamton Whalers   | AHL       | 65  | 11 | 40  | 51  | 72  | —  | — | —  | —  | —  |
| 1989–90   | Klagenfurter AC      | Austria   | 35  | 12 | 22  | 34  | 79  | —  | — | —  | —  | —  |
| 1990–91   | HC Bruneck           | Italia    | 36  | 8  | 23  | 31  | 44  | —  | — | —  | —  | —  |
| 1991–92   | HC Bruneck           | Italia    | 18  | 2  | 12  | 14  | 29  | 3  | 1 | 4  | 5  | 2  |
| 1991–92   | HC Bruneck           | Alpenliga | 18  | 3  | 13  | 16  | 56  | —  | — | —  | —  | —  |
| 1992–93   | HC Bruneck           | Italia    | 14  | 10 | 13  | 23  | 18  | 3  | 1 | 1  | 2  | 6  |
| 1992–93   | HC Bruneck           | Alpenliga | 19  | 2  | 15  | 17  | 83  | —  | — | —  | —  | —  |
| 1992–93   | EK Zell am See       | Austria   | 4   | 1  | 1   | 2   | 8   | —  | — | —  | —  | —  |
| 1993–94   | HC Varese            | Italia    | 4   | 1  | 3   | 4   | 8   | 3  | 1 | 0  | 1  | 32 |
| Total NHL | Total NHL            | Total NHL | 91  | 5  | 13  | 18  | 74  | 3  | 0 | 0  | 0  | 0  |
| Total AHL | Total AHL            | Total AHL | 232 | 38 | 122 | 160 | 267 | 29 | 9 | 18 | 27 | 28 |

## Tras el retiro
Luego de regresar de jugar en Europa, Trader fue nombrado entrenador del Brantford Smoke para la temporada 1995–96. Dirigió al Smoke por tres temporadas en las que el equipo terminó con récord ganador, pero en los playoffs siempre lo eliminaron en la segunda ronda. Trader se retiró oficialmente como entrenador cuando terminó la temporada 1997–98.

## Logros
- Mejor jugador de la COJHL: 1979–80
- Primer equipo COJHL All-Star: 1979–80
- Segundo equipo AHL All-Star: 1985–86
- Líder en puntos en los playoffs de la AHL: 1986 (22)
- Líder en asistencias en playoffs de la AHL: 1986 (16)
- Calder Cup: 1986